# Constanci de Lió
Constanci de Lió   (c. 410 - segle V) fou un prevere de l'església de Lió que va viure al segle v. És considerat un dels principals escriptors del període, i va fer una feina semblant a la de Mecenàs i Aristarc de Samotràcia, amb la seva munificència i l'interès pel coneixement cultural que potenciava entre els seus contemporanis.
Va mantenir correspondència amb Sidoni Apol·linar. A petició de Pacient, bisbe de Lió, va redactar una biografia de Germà (Germanus), bisbe d'Auxerre (un bisbat desaparegut, integrat a l'Arquebisbat de Dijon), mort el 448, titulada Vita S. Germani Episcopi Autissiodorensis, que va acabar el 488.
Se li atribueix també, però amb força dubtes i cap prova segura, l'obra Vita S. Justi Lugdunensis Episcopi sobre la vida de Sant Just, bisbe de Lió, mort el 390.